# Annie Lennox
Pour les articles homonymes, voir Lennox.
Annie Lennox, de son vrai nom Ann Lennox, née le 25 décembre 1954 à Aberdeen (Royaume-Uni), est une autrice-compositrice-interprète britannique.
Sa carrière musicale débute avec Dave Stewart et Peet Coombes en 1975 au sein du groupe The Catch, qui devient The Tourists en 1977. Après trois albums et la séparation du groupe, Dave Stewart et Annie Lennox continuent à collaborer et forment le duo Eurythmics, qui acquiert une notoriété mondiale en 1983 avec le single Sweet Dreams (Are Made of This). Durant les années 1980 avec huit albums studio et des singles à succès comme Here Comes the Rain Again, Sexcrime, The Miracle of Love et There Must Be an Angel (Playing with My Heart), Eurythmics devient l'un des principaux groupes de pop britannique de la décennie. En 1990, à la cérémonie des Brit Awards, Annie Lennox annonce officiellement la séparation du groupe et décide de se retirer momentanément pour se consacrer à sa famille.
La carrière solo d'Annie Lennox commence en 1992 avec l'album Diva qui reçoit à la fois la reconnaissance des critiques et les faveurs du public. Elle réalise en 1995 un album de reprises Medusa. Le titre phare No More I Love Yous remporte le Grammy de la meilleure performance vocale pop féminine. Après une pause de huit ans, elle revient en 2003 avec l'album Bare. Elle remporte en 2004 un Oscar et un Golden Globe pour la chanson Into the West, extraite de la bande originale du film Le Retour du Roi. L'album Songs of Mass Destruction sort en 2007.
Durant sa carrière, Annie Lennox a remporté à six reprises le Brit Award de la meilleure chanteuse britannique. Reconnue pour ses capacités vocales, elle a également signé avec Dave Stewart l'ensemble des chansons d'Eurythmics et ils reçoivent en 1983 et 1986 l'Ivor Novello Award de l'auteur de l'année. Durant sa carrière solo, Annie Lennox continue d'écrire et composer ses titres et remporte en 1993 l'Ivor Novello Award de la meilleure chanson pour Why.
En 1992, lors du concert hommage à Freddie Mercury disparu quelques mois plus tôt, The Freddie Mercury Tribute, pour lequel une pléiade d'artistes étaient invités à reprendre les tubes de Queen, Annie Lennox et David Bowie, co-auteur de la chanson, ont livré une interprétation magistrale de Under Pressure.
Préoccupée par la cause tibétaine, elle a soutenu le moine Palden Gyatso et le musicologue Ngawang Choephel, deux prisonniers d'opinion tibétains pour la libération desquels Amnesty International fit campagne.
Selon sa maison de disques RCA, Annie Lennox a vendu plus de 80 millions de disques durant sa carrière, avec Eurythmics et en solo. Elle est faite officier de l'ordre de l'Empire britannique le 31 décembre 2010, pour services rendus à Oxfam.

## Biographie

### Enfance
Fille unique d'un père chaudronnier sur les chantiers navals et d'une mère cuisinière, elle grandit dans une famille pauvre et prend des cours de piano à l'école dès l'âge de 7 ans. Adolescente troublée, en partie à cause d'un père qui la surprotège, elle cherche à conquérir son indépendance. À 17 ans, elle saisit l'occasion de partir pour Londres étudier la flûte, à la Royal Academy of Music. Après trois années d'étude, elle en ressort sans diplôme, estimant que cette voie ne lui conviendrait pas. Elle est fascinée par la musique des artistes noirs de la Motown.

### Dave Stewart et The Tourists
Elle n'abandonne pas la musique pour autant. Mais, pour vivre, elle travaille entre autres dans une librairie ou en tant que serveuse dans un restaurant d'Hampstead (dans la banlieue de Londres). C'est là qu'elle rencontre Dave Stewart : ils tombent amoureux. Elle est ensuite, durant quatre ans, la chanteuse des groupes The Catch puis The Tourists.

### Eurythmics
Annie Lennox accède enfin à la célébrité en tant que chanteuse du duo Eurythmics en 1981, au sein duquel elle cultive un look androgyne et un goût pour le déguisement et le travestissement (avec des apparences parfois extravagantes et originales : cheveux teints en orange, masque d'Arlequin peint sur le visage) qui seront en partie à l'origine de son succès. Ce groupe est à l'origine de succès parmi les plus importants de la pop des années 1980 (Sweet Dreams, Here Comes the Rain Again, Would I Lie to You?, There Must Be an Angel, Missionary Man, You Have Placed a Chill in My Heart, Don't Ask Me Why, The Miracle of Love et bien d'autres…). Le duo se sépare en 1990. Après une pause de deux ans, Annie entame une carrière solo.

### Carrière solo
Depuis la fin de Eurythmics en 1990, Annie Lennox a continué une carrière solo. Ses productions sont très espacées, elle a en effet sorti quatre albums en seize ans (de 1992 à 2008). Sur ce point, Annie Lennox déclare qu'elle a connu un rythme professionnel très dur durant les années 1980 et la période Eurythmics et qu'elle privilégie à présent sa vie personnelle et sa famille.

#### DivaetMedusa
Pour la production de son premier album solo, Diva, en 1992, elle travaille avec Simon Fuller. L'ensemble des chansons est écrit et composé par Annie Lennox. L'album est globalement apprécié des critiques, même si plusieurs (dont Robert Christgau) attaquent le côté simpliste des paroles.
Au Royaume-Uni, Why atteint la première place des ventes d'albums et est certifié quatre fois disque de platine. Lors de l'édition de 1993 des Brit Awards, Annie Lennox remporte les trophées d'artiste féminine de l'année et d'album de l'année. Initialement, Annie Lennox ne désirait pas que son album soit distribué aux États-Unis, car elle trouvait le style trop éloigné des standards actuels. L'album est pourtant certifié deux fois disque de platine et lors des Grammy Awards, Annie Lennox obtient trois nominations : Album de l'année, Album pop de l'année et Meilleure vidéo long format. C'est dans cette dernière catégorie qu'elle sera distinguée, grâce à un film vidéo réalisé par Sophie Muller compilant les clips tournés pour chaque chanson de l'album.
Le premier single issu de l'album Why obtient le prix Ivor Novello de la meilleure chanson contemporaine. Il se classe à la troisième place des charts anglais. Les autres singles sont Precious, Walking on Broken Glass, Cold et Little Bird. Ce dernier est exploité en single comme une double face A, avec la chanson Love Song for a Vampire écrite pour la bande originale du film Dracula de Francis Ford Coppola.
Trois ans plus tard paraît Medusa, album de reprises qui est anticipé par le tube No More I Love you's. Grâce au succès du premier single (#2 en Angleterre) et de l'album Medusa (#1 en Angleterre et #11 aux États-Unis), Annie Lennox arrive à remporter en 1995 le Grammy de la meilleure performance vocale pop féminine.

#### Reformation de Eurythmics etBare
En 1997, elle réenregistre la chanson d'Eurythmics Angel en hommage à Diana, princesse de Galles. Elle renoue avec Dave Stewart en 1998 et les deux artistes reforment momentanément le groupe Eurythmics en 1999 pour l'album Peace. En 2000, elle se recentre sur sa carrière solo et reprend la chanson Don't Let it Bring You Down de Neil Young qui sera utilisée pour la bande originale du film American Beauty.
En 2003, Annie Lennox revient sur la scène musicale avec son troisième album solo, Bare, mais celui-ci ne rencontre pas le même succès que ses précédents albums. L'année suivante, elle gagne l'Oscar de la meilleure chanson pour le titre Into the West du troisième film de la trilogie du Seigneur des anneaux, Le Retour du Roi. Elle avait également enregistré pour le film Use Well the Days, titre dont les paroles reprennent de nombreuses citations de Tolkien. Cette chanson n'est finalement pas retenue pour le film, mais elle apparaît toutefois sur un DVD bonus incluant une édition spéciale de la bande originale.

#### Songs of Mass Destruction
En juillet 2005, Annie Lennox participe au concert du Live 8 à Hyde Park, à Londres. La même année, elle chante Hush, Hush, Hush, une reprise de Paula Cole que l'on retrouve sur l'album Possibilities d'Herbie Hancock. Son quatrième album, Songs of Mass Destruction, sort en 2007 et est suivi deux ans plus tard par une compilation des titres de sa carrière solo : The Annie Lennox Collection.
En 2008, RCA annonce qu'Annie Lennox a vendu plus de 80 millions de disques durant sa carrière solo et la période avec Eurythmics.

## Discographie

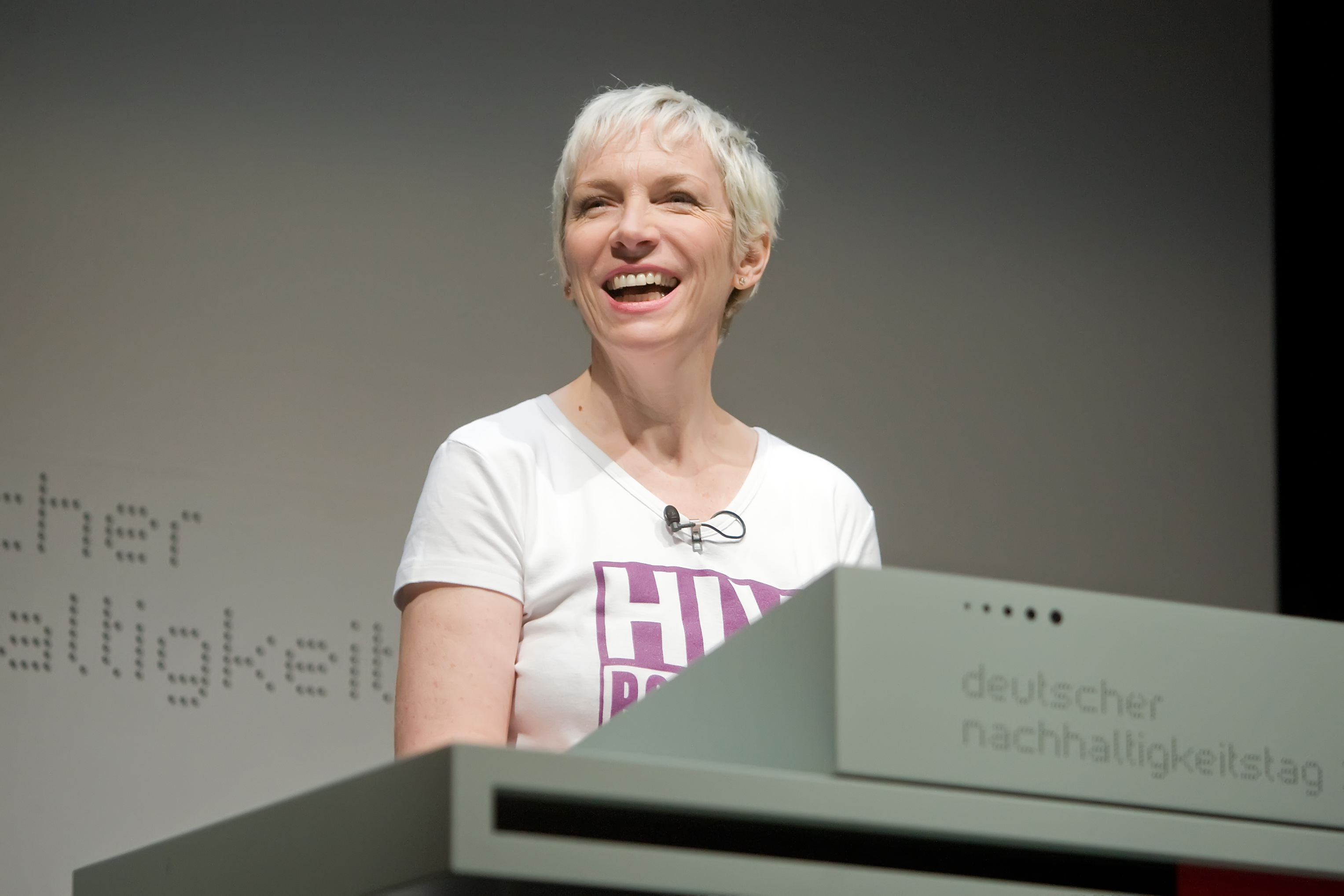
Annie Lennox en 2008.

### Albums studio
- 1992 : Diva
- 1995 : Medusa
- 2003 : Bare
- 2007 : Songs of Mass Destruction
- 2010 : A Christmas Cornucopia
- 2014 : Nostalgia

### Compilations
- 2009 : The Annie Lennox Collection

### Singles
- 1988 : Put a Little Love in Your Heart (duo avec Al Green)
- 1992 : Why
- 1992 : Precious
- 1992 : Walking on Broken Glass
- 1992 : Cold
- 1993 : Little Bird
- 1993 : Love Song for a Vampire (pour le film Dracula de Francis Ford Coppola)
- 1995 : No More I Love You's (reprise de The Lover Speaks)
- 1995 : A Whiter Shade of Pale (reprise de Procol Harum)
- 1995 : Waiting in Vain (reprise de Bob Marley)
- 1995 : Something So Right (duo avec Paul Simon)
- 2003 : Pavement Cracks
- 2004 : A Thousand Beautiful Things
- 2004 : Wonderful
- 2007 : Dark Road
- 2007 : Sing (en featuring avec 23 artistes féminines)
- 2008 : Many Rivers to Cross (reprise de Jimmy Cliff)
- 2009 : Shining Light (reprise d'Ash)
- 2009 : Pattern of My Life
- 2010 : Universal Child

## Récompenses

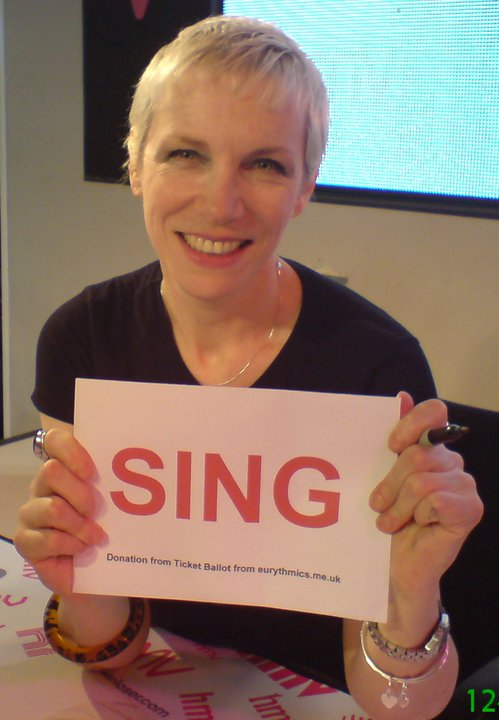
Annie Lennox.

Durant sa carrière, Annie Lennox a remporté 8 Brit Awards, 6 en tant que meilleure interprète féminine britannique, un pour son album Diva et un Brit Award d'honneur avec Eurythmics. Elle a reçu plusieurs autres récompenses parmi lesquelles : 
- 1984 : Brit Award de la meilleure interprète féminine britannique
- 1986 : Brit Award de la meilleure interprète féminine britannique
- 1989 : Brit Award de la meilleure interprète féminine britannique
- 1990 : Brit Award de la meilleure interprète féminine britannique
- 1992 : Ivor Novello Award de la meilleure chanson pour Why
- 1993 : Grammy Award de la meilleure vidéo long-format pour Diva
- 1993 : MTV Video Music Award pour Why
- 1993 : Brit Award de la meilleure interprète féminine britannique
- 1993 : Brit Award du meilleur album britannique pour Diva
- 1995 : Grammy Award de la meilleure performance pop par une interprète féminine pour No More I Love You's
- 1996 : Brit Award de la meilleure interprète féminine britannique
- 2004 : Oscar de la meilleure chanson originale pour Into the West
- 2004 : Golden Globe de la meilleure chanson originale pour Into the West
- 2004 : Grammy Award de la meilleure chanson originale pour Into the West
- 2010 : Ordre de l'Empire britannique[7]

Le magazine Billboard lui décerne en 2002 un Billboard Century Award. En 2005, elle reçoit un ASCAP Founders Award en tant que parolière. En 2008, Annie Lennox reçoit un Award of Merit lors des American Music Awards pour l'ensemble de sa carrière et son implication sociale à travers le monde.

## Vie privée et engagements

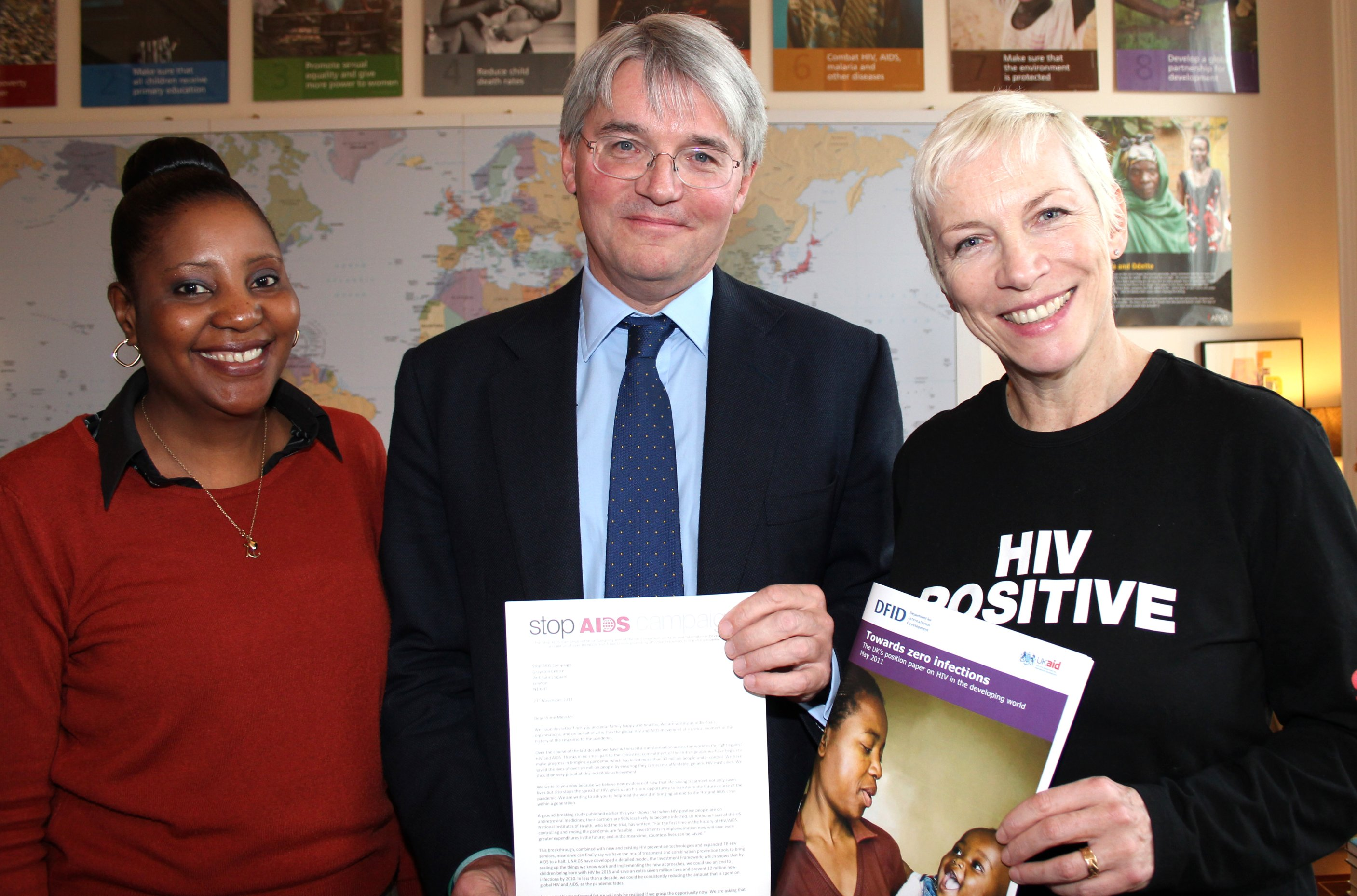
Memory Sachikonye et Annie Lennox avec le Secrétaire d'État pour le Développement international britannique Andrew Mitchell.

Elle soutient la fondation créée par Nelson Mandela pour lutter contre le sida, notamment lors des concerts 46664 et crée en 2007 sa propre association d'aide aux femmes et enfants sud-africains atteints du virus VIH, SING.
Annie Lennox est élue « Femme de la Paix 2009 » en récompense de son engagement en faveur de la lutte contre le sida en Afrique du Sud. Cette distinction lui est remise lors du 10e sommet des lauréats du prix Nobel de la Paix, à Berlin. En juin 2010, elle est nommée ambassadrice itinérante du Programme commun des Nations unies sur le VIH (ONUSIDA).
En août 2008, une opération de la colonne vertébrale pour débloquer un nerf coincé l'a contrainte à reporter la sortie de son nouvel album, la compilation The Annie Lennox Collection.
Elle s'est mariée une première fois en 1984 avec un Allemand disciple d'Hare Krishna, avec qui elle est restée un an. Elle est mariée une deuxième fois, pendant 12 ans, avec un producteur de disques israélien. En 2012, elle se marie pour la troisième fois, avec un gynécologue dont elle partage les engagements humanitaires,,. Elle a deux filles, Lola et Tali, et a perdu son fils Daniel décédé d'une mort subite du nourrisson en 1988.